# Fabrique Nationale AS 24

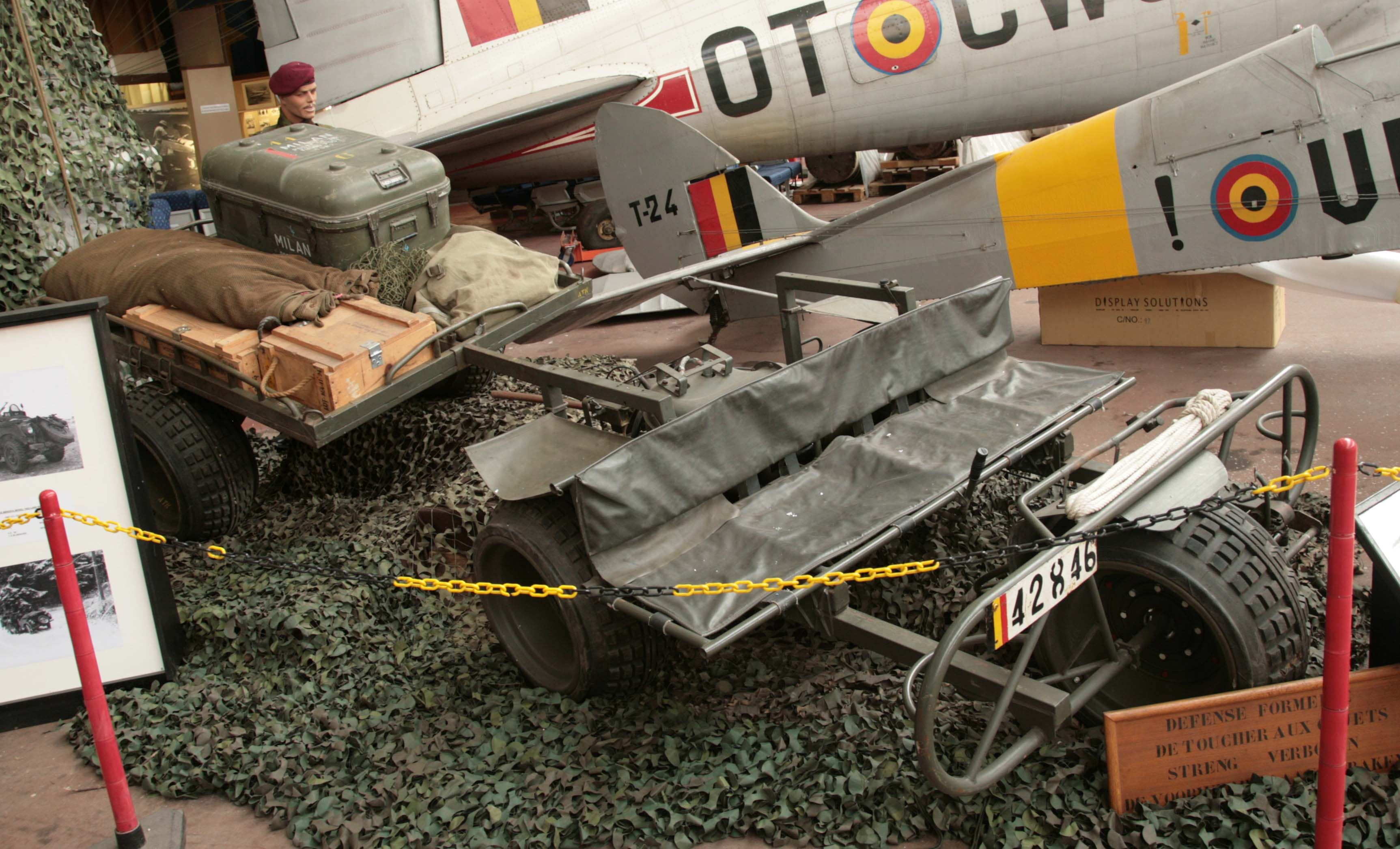
FN AS 24 (ohne Lenkrad) mit entsprechendem Anhänger im Armeemuseum Brüssel

Das Fabrique Nationale AS 24 oder besser bekannt als FN AS 24, auch als Véhicule Aeroporte oder Tricar Parachutable bezeichnet, war ein militärisches Dreirad, das die belgische Fabrique Nationale d’Armes de Guerre SA von 1959 bis 1963 nur für das belgische Heer herstellte. Die Konstruktion basiert auf einer Entwicklung des Ungarn Nicholas Straussler, der schon im Zweiten Weltkrieg den M4 Sherman schwimmfähig machte. Das AS 24 kann zusammengeschoben werden, damit es leichter transportiert, gelagert oder mit dem Fallschirm abgeworfen werden kann. Es konnte bei Luftlandeeinsätzen mit den Fallschirmjägern gemeinsam abgesetzt werden. Vom AS 24 wurden 463 Stück hergestellt, zuzüglich mindestens eines Prototyps. Die Außerdienststellung erfolgte bis spätestens 1990.

## Geschichte

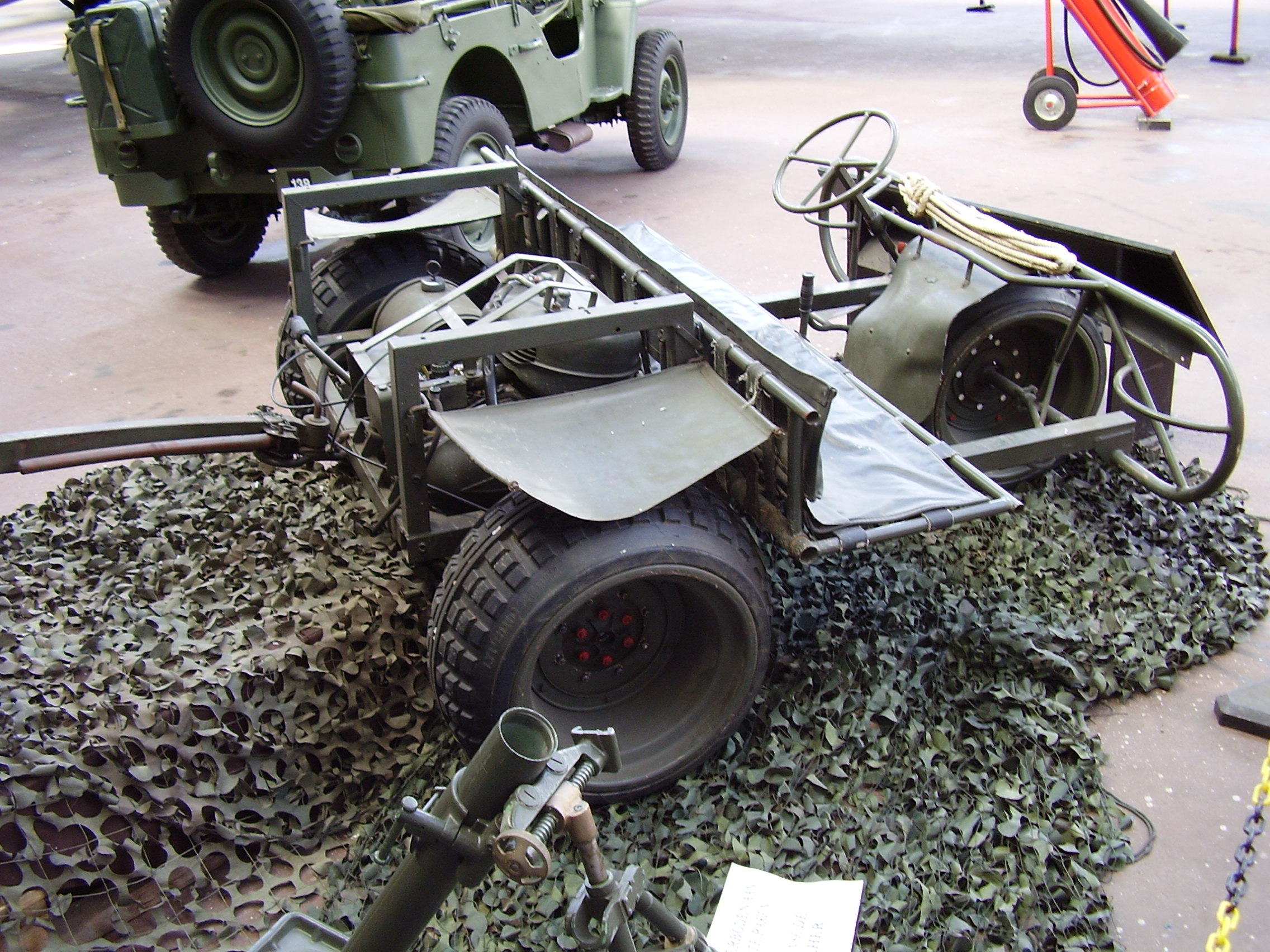
FN AS 24

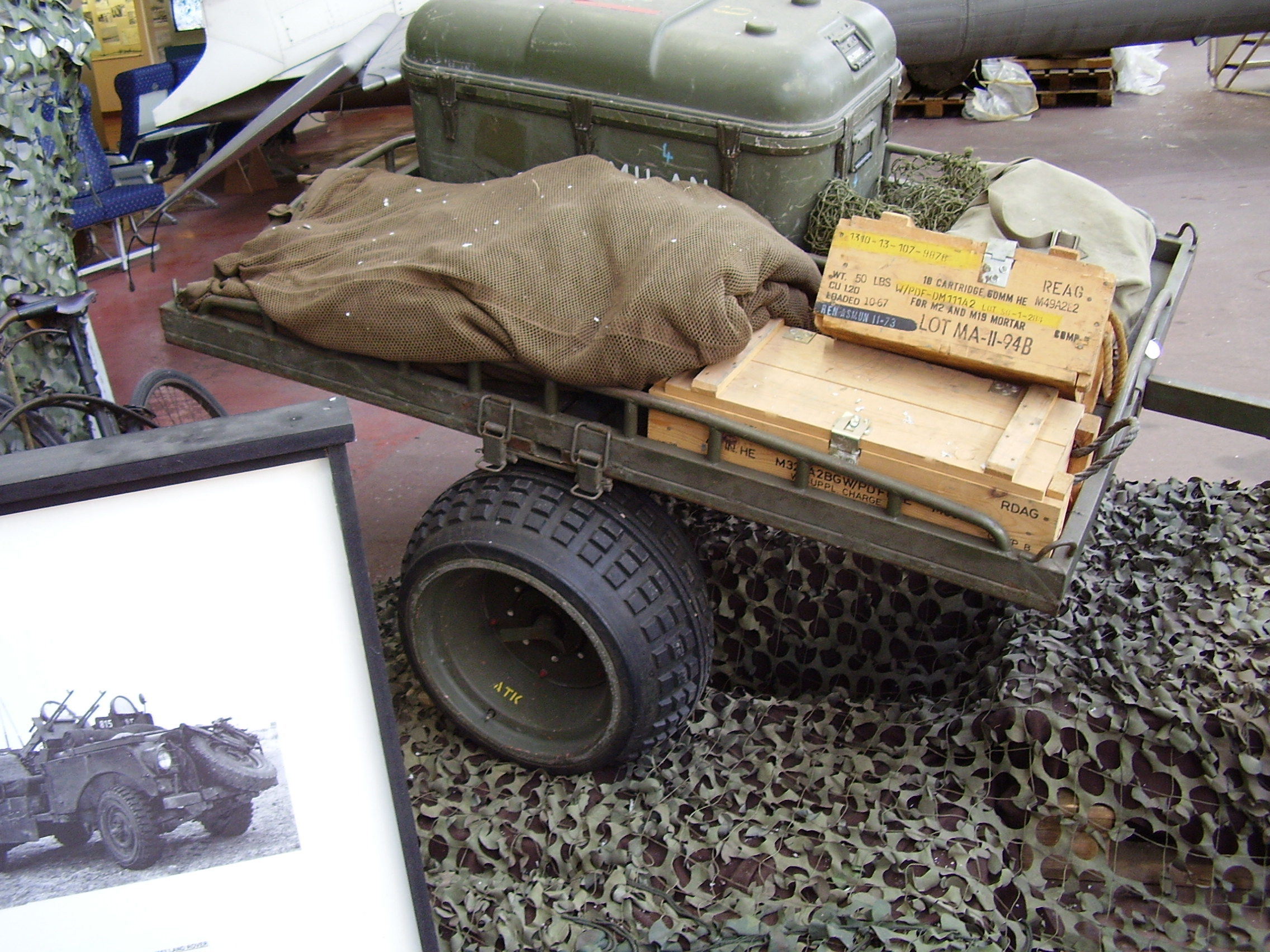
Anhänger des FN AS 24

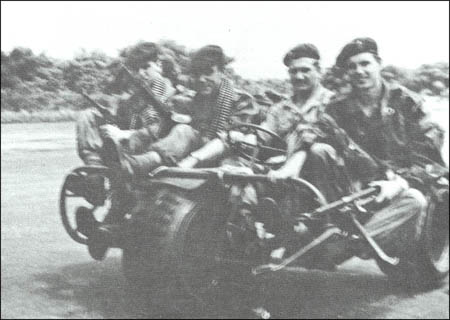
Ein AS 24 im Einsatz während der Operation Dragon Rouge im Kongo, 1964

Nach dem Zweiten Weltkrieg beschäftigte sich Nicholas Straussler unter anderem mit dem Problem der Mobilmachung von Luftlandetruppen. Dabei legte er Wert auf einfache Konstruktion, leichte Handhabbarkeit und die Möglichkeit, das Fahrzeug mit den Truppen absetzen zu können. Die Konstruktion des AS 24 bildete später die Grundlage für die Entwicklung des Faun Kraka.
1958/59 ließ er bei der Waggon- und Maschinenbau GmbH Donauwörth (WMD) einen dreirädrigen Prototyp bauen. Diesen stattete er mit Lypsoidrädern aus, Niederdruckreifen für 1,3 bis 0,5 bar und mit sehr guten Notlaufeigenschaften. Sie verkrafteten ca. 50 km ohne Luft. Das Lypsoidrad war ebenfalls eine Erfindung von Straussler; produziert wurde es von Metzeler in München. Das Fahrzeug konnte zusammengeschoben werden, was seine Fläche erheblich verringerte. Dadurch war das Dreirad leichter zu transportieren und zu lagern. Ein weiterer Vorteil war die Möglichkeit, es mit dem Fallschirm abwerfen zu können. Für diesen Zweck wurde das AS 24 auf eine speziell für das Fahrzeug entwickelte Palette (1,2 × 1,8 m und 500 kg Nutzlast) verladen. Sie war zur Dämpfung der Landung mit Wabenpapier und Wellpappe (engl. honeycumb paper and corrugated cardboard) gepolstert. Eine typische Beladung war ein AS 24 und acht Kisten 7,62 mm Munition.
Nach erfolgreichen Tests übernahm FN die Lizenz zur Serienfertigung. Wie es zur Übernahme durch FN kam, ist nicht überliefert. Die Belgischen Luftlandetruppen blieben die einzigen Abnehmer. Bevor die Serienproduktion begann, wurde der Entwurf von FN überarbeitet. So bekam das Dreirad z. B. Motor und Getriebe von FN. Eine der auffälligsten Änderungen durch FN betraf den Frontbügel. Er war bei den ersten Modellen zu den Seiten hin abfallend und wurde für die Serie etwas erhöht und begradigt.
Während der Serienfertigung bemühte sich FN, das Fahrzeug auch für andere Aufgaben im Militär attraktiv zu machen. Es wurde auch anderen Armeen angeboten, z. B. testeten die USA das Dreirad. Es entstanden auch verschiedene Prototypen wie z. B. als Feuerlöschfahrzeug, Rüstsatzträger für verschiedene Waffensysteme und Bergefahrzeug für Verwundete. Außerdem gab es Versuche mit Kettenfahrwerk für die hinteren beiden Räder. Hierfür bekam das AS 24 je ein zusätzliches kleineres Rad vor jedem Hinterrad und je eine Kette um das so entstandene Radpaar. Ferner wurden zwei Steuerhebel für die Ketten neben der Lenksäule angebracht.
Doch am Ende blieb es bei der ursprünglichen Ausführung und keine der genannten Änderungen wurde in die Serienproduktion übernommen. Einzige in größerer Stückzahl gebaute Erweiterung war ein einachsiger Anhänger mit der gleichen Bereifung wie das AS 24. Er war so dimensioniert, dass ein zusammengeschobenes Dreirad auf ihn passte. Zudem konnten die Räder des Anhängers einschließlich der Aufhängungen einfach abgenommen werden. All das vereinfachte das Lagern und Transportieren des Gespanns nochmals.
Da sich keine weitere Anwendung fand, endete die Produktion 1963 nach 463 Einheiten. Die letzte Auslieferung soll erst 1966 stattgefunden haben. Gleichzeitig war dies das Ende der Fahrzeugherstellung bei FN. Die Dreiräder blieben eine geraume Zeit im Dienst der belgischen Armee und wurden bei den verschiedensten Einsätzen benutzt. So zum Beispiel bei der Operation Dragon Rouge im Kongo. Spätestens bis 1990 war das AS 24 nicht mehr im aktiven Dienst.

## Technische Daten

### Prototyp
Der Prototyp hatte einen Zweizylinder-Zweitakt-Reihenmotor, Hubraum 322 cm³, der British Anzani Motor Company. Er leistete 15 SAE-PS (11 kW). Das Getriebe stammte von Albion und hatte drei Vorwärtsgänge und einen Rückwärtsgang.

### Serienmodell
| FN AS 24                            | FN AS 24                                                                               |
| ----------------------------------- | -------------------------------------------------------------------------------------- |
| Motortyp                            | FN 24                                                                                  |
| Motor                               | 2-Zylinder-Reihen-Motor (Zweitakt)                                                     |
| Hubraum                             | 243,5 cm³                                                                              |
| Leistung nach SAE bei 1/min         | 15 PS (11 kW) bei 5300                                                                 |
| Kühlung                             | Luftkühlung                                                                            |
| elektrische Anlage                  | keine                                                                                  |
| Kupplung                            | Mehrscheiben in Ölbad                                                                  |
| Getriebe                            | vier Vorwärts- und kein Rückwärtsgang                                                  |
| Radaufhängung vorn und hinten       | ohne Federung                                                                          |
| Bremsen                             | Hinterrad-Trommelbremse                                                                |
| Lenkung                             | Zahnstange                                                                             |
| Antriebsformel                      | 3 x 2                                                                                  |
| Radstand                            | 1270 mm                                                                                |
| Spurweite hinten                    | 1306 mm                                                                                |
| Wendekreis                          | 3,5 m                                                                                  |
| Abmessungen (Länge × Breite × Höhe) | 1890 × 1640 × 890 mm gepackt 1065 × 1640 × 750 mm                                      |
| Reifen                              | drei vierlagige Niederdruckreifen (Lypsoid) 22x12                                      |
| Leergewicht                         | 224 kg                                                                                 |
| Gesamtgewicht                       | 564 kg                                                                                 |
| Nutzlast                            | Fahrer und 250 kg oder Fahrer und drei weitere Soldaten (alle vier auf einer Sitzbank) |
| Anhängelast                         | 250 kg                                                                                 |
| Tankinhalt                          | 10,5 l                                                                                 |
| Höchstgeschwindigkeit               | 57 km/h                                                                                |
| Reichweite                          | 200 km                                                                                 |
| max. Steigung                       | 60 %                                                                                   |